# Palazzo del Governo (Benevento)
Il palazzo del Governo di Benevento è la sede cittadina della prefettura e del museo Arcos. Si trova all'estremità orientale di corso Garibaldi, accanto alla rocca dei Rettori, sede della provincia di Benevento.

## Storia
A seguito dell'istituzione della nuova provincia di Benevento (25 ottobre 1860) nel nascente Regno d'Italia, sul finire del 1886 la deputazione provinciale di Benevento deliberò la costruzione dell'edificio quale sede del nuovo ente. Le aspettative dei beneventani che in quegli anni speravano di veder rinascere una unità amministrativa coincidente con l'antico Sannio parvero potersi concretizzare negli anni 1890, quando sotto i governi presieduti da Francesco Crispi fu avanzata l'ipotesi di istituire 50 distretti in sostituzione delle 69 provincie allora esistenti, accorpandone varie. Nel beneventano tale proposta fu interpretata come un tentativo di istituire una supposta "regione del Sannio" con capoluogo a Benevento, che avrebbe avuto sede proprio nel palazzo del Governo che vi si andava allora erigendo. La proposta crispina non ebbe comunque seguito per la caduta del quarto ed ultimo governo Crispi causata dalla disfatta di Adua.
Nondimeno, la gara d'appalto fu esperita dall'ente provinciale ed il cantiere dell'imponente palazzo fu aperto il 20 novembre 1895: il progetto era dell'architetto Pietro Paolo Quaglia, cui era stata affidata anche la direzione dei lavori. I lavori subirono però varie interruzioni: dapprima per la morte di Quaglia (30 gennaio 1898), cui successe come responsabile l'ingegnere Raffaele Canevari, che però morì anch'egli nel 1900. La costruzione si arrestò quindi nuovamente dal 28 giugno 1901, per riprendere il 24 maggio 1904 sotto la direzione di Nicola Breglia, che apportò alcune varianti progettuali. Chiuso il cantiere nel 1909, l'edificio poté essere inaugurato ufficialmente il 25 ottobre 1910, in felice coincidenza con i festeggiamenti per il cinquantenario dell'Unità d'Italia e dell'istituzione della medesima provincia di Benevento (fine 1910 - inizio 1911).
Durante il ventennio fascista ospitò gli uffici del governo e, da allora ad oggi, è sede della prefettura. Alla fine del XX secolo il palazzo del Governo è stato ristrutturato. Dal 2003 è di proprietà demaniale, escluso il seminterrato che, rimasto alla provincia di Benevento, dal 2005 ospita il Museo d'arte contemporanea Sannio.

## Descrizione
Il palazzo occupa un'area di 74 × 43 m, con due cortili interni. Si innalza su 3 piani sopra il seminterrato.
La facciata neorinascimentale, progettata dal Quaglia, è stata arricchita dal Breglia con l'avancorpo centrale colonnato. Suo è anche l'ampio scalone a tenaglia, che porta al vestibolo del piano nobile.
L'ultima ristrutturazione del palazzo ha adeguato gli interni alla loro funzione di ufficio, rendendoli più spaziosi ed agevoli.